# Fragebogen für Arbeiter
Der Fragebogen für Arbeiter ist ein von Karl Marx 1880 verfasster Fragebogen, der die Lebens- und Arbeitsbedingungen der französischen Arbeiterklasse mithilfe einer Arbeiterbefragung untersuchen und den Befragten zugleich ein Selbstbewusstsein ihrer Lebenslage verschaffen sollte. Es gilt als eines der ersten Werke gesellschaftskritischer empirischer Sozialforschung.

## Hintergrund
Schon in der von Marx 1864 mitgegründeten Internationalen Arbeiterassoziation (bestehend bis 1876) wurde die Notwendigkeit einer statistischen Erhebung der Lage der Arbeiterklasse durch diese selbst diskutiert, eine Umsetzung scheiterte jedoch aus finanziellen Gründen. Auf Bitten der Herausgeber der Zeitschrift „La Revue socialiste“ verfasste Marx schließlich in der ersten Aprilhälfte 1880 in englischer Sprache einen Fragebogen mit vier Abschnitten und insgesamt 99 Fragen zur schriftlichen Beantwortung. Dieser wurde in der Ausgabe vom 20. April ohne Autorennennung auf Französisch unter dem Titel „Enquête Ouvrière“ veröffentlicht. Die Herausgeber stellten den Fragebogen eine Einleitung voran und ergänzten zwei Fragen. Zudem wurden 25.000 separate Exemplare des Fragebogens an Arbeitergesellschaften und sozialistische und demokratische Vereinigungen verschickt. Der Fragebogen wurde 1880 ebenfalls in Genf in Französisch und einer polnischen Übersetzung, sowie in italienischer Übersetzung in Mailand veröffentlicht. Über eine Verwertung ist nichts überliefert. Die Rücklaufquote war zu gering, um Ergebnisse zu erzielen. Der Fragebogen war lange Zeit vergessen und wurde erstmals 1933 auf Deutsch durch das „Organ des Exekutivkomitees der kommunistischen Internationale“ veröffentlicht. In den Marx-Engels-Werken ist der Fragebogen nach der englischen Handschrift wiedergegeben.
In den operaistischen Bewegungen Italiens, später auch anderswo, wurde seit Ende der 1960er Jahre mit Arbeiterfragebögen zur Analyse, Bewusstseinsbildung und Agitation gearbeitet. Später setzte sich dafür der Begriff Militante Untersuchung durch.

## Ausgaben
- Fragebogen für Arbeiter (Memento vom 25. Januar 2025 im Internet Archive), Marx-Engels-Werke, Band 19, S. 230–237.
- A Workers' Inquiry (en, 100 Fragen, plus Vorwort), auf marxists.org
A Workers’ Inquiry, New International, Nr. 12, Dezember 1938, S. 379–381. (en, 101 Fragen, plus Vorwort)
- Enquête ouvrière (fr, 101 Fragen, plus Vorwort)